# Ressò d'espín de neutrons
L'espectroscòpia d'eco d'espín de neutrons és una tècnica de dispersió de neutrons inelàstica inventada per Ferenc Mezei a la dècada de 1970 i desenvolupada en col·laboració amb John Hayter. En reconeixement del seu treball i en altres àrees, Mezei va ser guardonat amb el primer Premi Walter Haelg el 1999.
En ressonància magnètica, un eco d'espín és el reenfocament de la magnetització de l'espín mitjançant un pols de radiació electromagnètica ressonant. L'espectròmetre d'eco d'espín posseeix una resolució energètica extremadament alta (aproximadament una part en 100.000). A més, mesura la correlació densitat-densitat (o funció de dispersió intermèdia) F(Q,t) com a funció de la transferència de moment Q i el temps. Altres tècniques de dispersió de neutrons mesuren el factor d'estructura dinàmica S(Q, ω ), que es pot convertir a F(Q,t) mitjançant una transformada de Fourier, que pot ser difícil a la pràctica. Per a característiques inelàstiques febles, S(Q, ω ) és més adequada, però, per a relaxacions (lentes), la representació natural ve donada per F(Q,t). A causa de la seva extraordinària i alta resolució energètica efectiva en comparació amb altres tècniques de dispersió de neutrons, l'ENE és un mètode ideal per observar modes dinàmics interns sobreamortiguats (relaxacions) i altres processos difusius en materials com ara mescles de polímers, cadenes d'alcans o microemulsions.

La traducció de l'ADN en ribosomes és una màquina biològica. Aquesta dinàmica del domini proteic només es pot veure mitjançant espectroscòpia d'eco d'espín de neutrons.

El poder extraordinari de l'espectrometria NSE s'ha demostrat recentment mitjançant l'observació directa de la dinàmica interna acoblada de proteïnes a les proteïnes NHERF1 i Taq polimerasa i la unió adherent, permetent la visualització directa de la nanomàquinària de proteïnes en moviment. Existeixen diverses revisions elementals de la tècnica.

## Com funciona

Animació d'eco d'espín de neutrons que mostra la resposta d'un feix de neutrons (fletxes vermelles) a la seva esfera blava de Bloch mentre viatgen a través d'una sèrie d'imants.

L'eco d'espín de neutrons és una tècnica de temps de vol. Pel que fa als espíns de neutrons, té una forta analogia amb l'anomenat eco de Hahn, ben conegut en el camp de la RMN. En ambdós casos, la pèrdua de polarització (magnetització) a causa del desfasament dels espíns en el temps es restaura mitjançant una operació d'inversió temporal efectiva, que condueix a una restitució de la polarització (refasament). En la RMN, el desfasament es produeix a causa de la variació dels camps locals a les posicions dels nuclis, en l'NSE el desfasament es deu a les diferents velocitats dels neutrons en el feix de neutrons entrant. La precessió de Larmor de l'espín de neutrons en una zona de preparació amb un camp magnètic abans que la mostra codifiqui les velocitats individuals dels neutrons del feix en angles de precessió. A prop de la mostra, la inversió temporal s'efectua mitjançant un anomenat flipper. Segueix una zona de descodificació simètrica de manera que al seu final l'angle de precessió acumulat a la zona de preparació es compensa exactament (sempre que la mostra no hagi canviat la velocitat dels neutrons, és a dir, la dispersió elàstica), tots els espíns es refasen per formar l'"eco d'espín". Idealment, es restaura la polarització completa. Aquest efecte no depèn de la velocitat/energia/longitud d'ona del neutró entrant. Si la dispersió a la mostra no és elàstica però canvia la velocitat dels neutrons, la refassió esdevindrà incompleta i es produirà una pèrdua de polarització final, que depèn de la distribució de les diferències en el temps que els neutrons necessiten per volar a través de les zones de precessió simètriques primera (codificació) i segona (descodificació). Les diferències de temps es produeixen a causa d'un canvi de velocitat adquirit per la dispersió no elàstica a la mostra. La distribució d'aquestes diferències de temps és proporcional (en l'aproximació de linealització que és adequada per a l'espectroscòpia quasielàstica d'alta resolució) a la part espectral de la funció de dispersió S(Q, ω). L'efecte sobre la polarització del feix mesurada és proporcional a la transformada cos-Fourier de la funció espectral, la funció de dispersió intermèdia F(Q,t). El paràmetre de temps depèn de la longitud d'ona del neutró i del factor que connecta l'angle de precessió amb la velocitat (recíproca), que es pot controlar, per exemple, establint un cert camp magnètic a les zones de preparació i descodificació. Aleshores, es poden realitzar exploracions de t variant el camp magnètic.
És important tenir en compte que totes les manipulacions d'espín són només un mitjà per detectar canvis de velocitat del neutró, que influeixen —per raons tècniques— en termes d'una transformada de Fourier de la funció espectral en la intensitat mesurada. Els canvis de velocitat dels neutrons transmeten la informació física que està disponible mitjançant l'ús de NSE, és a dir,
{\displaystyle I(Q,t)\propto S(Q)+\int \cos(\omega t)\,S(Q,\omega )\,dt} where {\displaystyle \omega \propto \Delta v} and {\displaystyle t\propto B\times \lambda ^{3}}.
B denota la intensitat del camp de precessió, λ la longitud d'ona (mitjana) dels neutrons i Δ el canvi de velocitat dels neutrons en dispersar-se a la mostra.
La principal raó per utilitzar NSE és que, pels mitjans anteriors, pot assolir temps de Fourier de fins a molts 100 ns, que corresponen a resolucions energètiques en el rang de neV. L'aproximació més propera a aquesta resolució per part d'un instrument de neutrons espectroscòpics, és a dir, l'espectròmetre de retrodispersió (BSS), es troba en el rang de 0,5 a 1 μ eV. El truc de l'eco d'espín permet utilitzar un feix intens de neutrons amb una distribució de longitud d'ona del 10% o més i, alhora, ser sensible als canvis de velocitat en el rang de menys de 10−4.
Nota: les explicacions anteriors assumeixen la configuració NSE genèrica, tal com la va utilitzar per primera vegada l'instrument IN11 a l'Institut Laue-Langevin (ILL). Són possibles altres enfocaments, com ara l'eco d'espín de ressonància, NRSE amb un camp de corrent continu concentrat i un camp de RF a les aletes al final de les zones de preparació i descodificació que aleshores no tenen camp magnètic (camp zero). En principi, aquests enfocaments són equivalents pel que fa a la connexió del senyal d'intensitat final amb la funció de dispersió intermèdia. A causa de dificultats tècniques, fins ara no han assolit el mateix nivell de rendiment que els tipus NSE genèrics (IN11).

## Què pot mesurar
En la investigació de la matèria tova, l'estructura dels objectes macromoleculars sovint s'investiga mitjançant la dispersió de neutrons de petit angle, SANS. L'intercanvi d'hidrogen amb deuteri en algunes de les molècules crea un contrast de dispersió entre espècies químiques fins i tot iguals. El patró de difracció SANS, si s'interpreta a l'espai real, correspon a una imatge instantània de la disposició molecular. Els instruments d'eco d'espín de neutrons poden analitzar l'eixamplament inelàstic de la intensitat SANS i, per tant, analitzar el moviment dels objectes macromoleculars. Una analogia aproximada seria una foto amb un cert temps d'obertura en lloc de la instantània tipus SANS. Així, podem analitzar el canvi de la disposició de les molècules en funció del temps. El temps d'obertura correspon al temps de Fourier que depèn de la configuració de l'espectròmetre NSE, és proporcional al camp magnètic (integral) i a la tercera potència de la longitud d'ona del neutró. Hi ha valors disponibles de fins a diversos centenars de nanosegons. Cal tenir en compte que la resolució espacial de l'experiment de dispersió és en el rang nanomètric, cosa que significa que un rang de temps de, per exemple, 100 ns correspon a velocitats de moviment molecular efectives d'1 nm/100 ns = 1 cm/s. Això es pot comparar amb la velocitat típica dels neutrons de 200 a 1000 m/s utilitzat en aquest tipus d'experiments.

## Dispersió incoherent d'espín (de protons)
Molts estudis inelàstics que utilitzen espectròmetres de temps de vol normal (TOF) o de retrodispersió es basen en l'enorme secció transversal de dispersió de neutrons incoherent dels protons. El senyal de dispersió està dominat per la contribució corresponent, que representa la funció d'autocorrelació (mitjana) (en el temps) dels protons.
Per a la dispersió incoherent d'espín NSE té el desavantatge que inverteix els espíns de neutrons durant la dispersió amb una probabilitat de 2/3. Així, es converteix 2/3 de la intensitat de dispersió en un fons "no polaritzat" i es posa un factor de −1/3 davant de la contribució integral de cos-Fourier relacionada amb la intensitat incoherent. Aquest senyal resta del senyal d'eco coherent. El resultat pot ser una combinació complicada que no es pot descompondre si només s'utilitza NSE. Tanmateix, en casos purs, és a dir, quan hi ha una contribució d'intensitat aclaparadora a causa dels protons, es pot utilitzar NSE per mesurar el seu espectre incoherent.
La situació d'intensitat de la NSE —per exemple, mostres de matèria tova— és la mateixa que en la dispersió de neutrons de petit angle (SANS). Els objectes moleculars amb contrast de dispersió coherent a baixa transferència de moment (Q) mostren una dispersió coherent a una intensitat considerablement més alta que la dispersió de fons incoherent. Aquest efecte s'afebleix a mesura que Q augmenta. Per a sistemes que contenen hidrogen, el contrast requereix la presència d'alguns protons, cosa que necessàriament afegeix una certa quantitat de contribució incoherent a la intensitat de dispersió. A més, fins i tot els deutons afegeixen una intensitat de dispersió incoherent d'espín feble. En SANS, aquestes intensitats independents de Q es consideren normalment com a fons i es resten. En els experiments de NSE són presents i poden convertir-se en una barreja més significativa a mesura que Q augmenta.
Les mostres completament protonades permeten mesures incoherents amb èxit, però a intensitats de l'ordre del nivell de fons SANS. Nota: Aquesta interferència amb la manipulació de l'espín de la tècnica NSE només es produeix amb la dispersió incoherent d'espín. La dispersió isotòpica incoherent produeix un senyal NSE "normal".